# Orinoco
Der Orinoco oder Orinoko ist mit einer Wasserführung von 35.000 m³/s der viertwasserreichste Fluss der Welt und der zweitwasserreichste Südamerikas. Hinsichtlich seiner Länge, die als Orinoco 2010 km und als Flusssystem (ab Quellgebiet des Río Guaviare) etwa 3010 km beträgt, wird der Fluss auf dem südamerikanischen Kontinent von drei Strömen übertroffen (Amazonas, Paraná, Rio São Francisco). Der dennoch hohe Volumenstrom des Orinoco erklärt sich durch die hohen Niederschläge in fast dem gesamten Einzugsgebiet, die von 1000 mm/a bis über 4000 mm/a reichen.
Das Einzugsgebiet umfasst etwa eine Million Quadratkilometer und liegt nur wenig nördlich des Äquators. Es ist teilweise von den Anden und anderen Gebirgen gerahmt (Sierra Nevada del Cocuy: 5330 m) und von tropischem Regenwald und Feuchtsavannen bedeckt. Es liegt zu etwa zwei Dritteln auf venezolanischem Staatsgebiet und zu etwa einem Drittel auf dem Kolumbiens.

## Verlauf
Das Quellgebiet des Orinoco befindet sich im südwestlichen Bergland von Guayana in der Sierra Parima im venezolanischen Bundesstaat Amazonas nahe der Grenze zum brasilianischen Bundesstaat Amazonas. Sein weiterer Verlauf beschreibt einen weiten, nach Westen ausholenden Bogen um das Bergland von Guayana herum nordwärts zum Atlantik. Üblicherweise werden vier Abschnitte unterschieden:

### Alto Orinoco
Für diesen auch Paraguá genannten, generell westnordwestlich gerichteten oberen Laufabschnitt gibt es Längenangaben um 800 km (ab 710 km, bis 850 km sind plausibel). Der Orinoco entspringt in nur 1047 Metern Höhe am Cerro Delgado Chalbaud und durchfließt dann das hier überwiegend steil hügelige Bergland von Guayana in abwechselnd engen und beckenförmigen Talabschnitten. Sie werden in gewisser Entfernung von den Felswänden markanter Tafelberge bis zu 2000 Meter überragt wie etwa dem Cerro Duida nahe der früheren Missionsstation Esmeralda.
Die Talsohle ist hier Teil eines Netzes von Talsandebenen, das von einzelnen granitischen Hügeln und Felsformationen durchragt wird. Der Orinoco führt nach der Einmündung sedimentreicher Nebenflüsse aus dem höheren Bergland trübes Wasser und bildet hier bei seinen Verzweigungen nicht nur Inseln, sondern auch eine – in Oberläufen von Flüssen sehr seltene – Flussbifurkation; sie gilt als die bedeutendste Flussverzweigung weltweit. Der Brazo Casiquiare zieht vom Wasser des Orinoco (1400 m³/s) zwischen 12 % bei Niedrigwasser und mehr als 25 % bei Hochwasser ab und wächst im weiteren Verlauf zum linken Quellfluss des Rio Negro heran, der wiederum in den Amazonas mündet. Der Alto Orinoco bekommt dann weiter flussabwärts wieder zunehmend Merkmale eines Schwarzwasserflusses.
Der oberste Talabschnitt gehört zu den verkehrsfernsten Teilen Südamerikas und ist Siedlungsgebiet des indigenen Yanomamo-Volkes. Große Teile des Gebietes stehen unter dem Schutz des größten venezolanischen Nationalparks Parima-Tapirapeco sowie des Nationalparks Duida-Marahuaca. An einer verzweigten Stromschnelle mündet von rechts der Río Ventuari, der mit einer Wasserführung von mehr als 2000 m³/s den Orinoco verdoppelt (Rhein bei Emmerich: ca. 2330 m³/s).

### Orinoco Medio
Der mittlere Flussabschnitt beginnt mit der Einmündung des größten Orinoco-Nebenflusses, des in den kolumbianischen Anden entspringenden Río Guaviare. Er übertrifft den oberen Orinoco nicht nur deutlich an Länge (mit rund 1760 km), sondern auch an Wasserführung (7400 m³/s einschließlich des kurz zuvor eingemündeten Río Atabapó, gegenüber 4750 m³/s des Orinoco). Nicht zu Unrecht wird daher darauf verwiesen (häufig von kolumbianischer Seite), dass der Guaviare den Hauptstrom des Orinoco-Flusssystems darstellt, das mit ihm eine Länge von rund 3000 Kilometern (nach anderen Quellen 2560 bis 2800 km) erreicht.

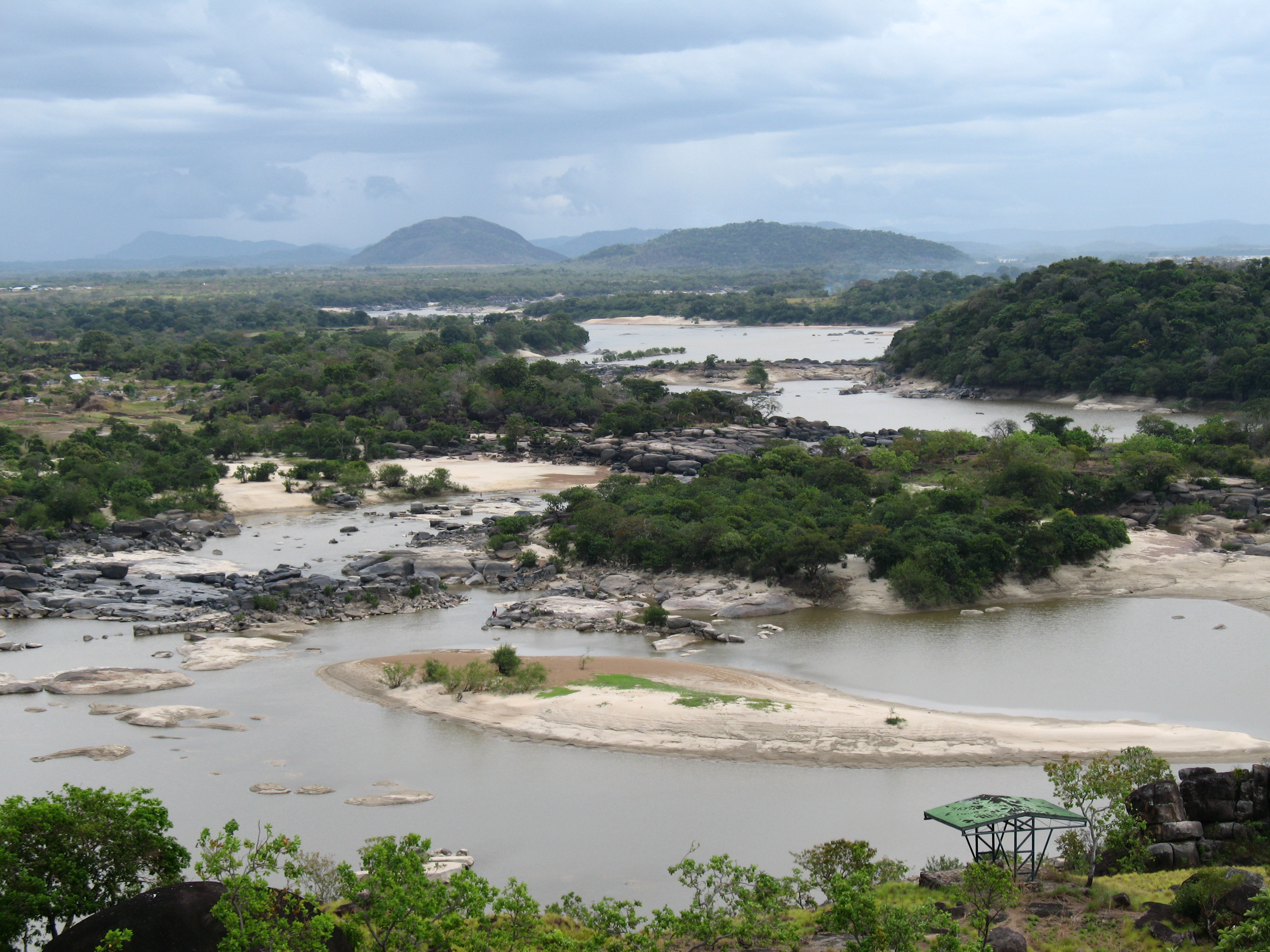
Raudales de Atures

Mit dieser Einmündung beginnt der Abschnitt des Orinoco, auf dem ihm von links in dichter Folge Nebenflüsse aus den Anden zuströmen. Außerdem bildet er über eine Länge von 270 Kilometern, bis zur Einmündung seines drittgrößten Nebenflusses, des Río Meta, die Grenze zwischen Venezuela und Kolumbien. In diesem Abschnitt befinden sich auch die größten Stromschnellen am Orinoco, nach 145 Kilometern die Raudales de Maipures, nach weiteren 55 Kilometern die Raudales de Atures.
Die Stadt Puerto Ayacucho unterhalb der Schnellen ist oberer Endpunkt des durchgehenden Schifffahrtsweges auf dem Orinoco. Wenig unterhalb mündet der Río Meta; er ist wesentlich weiter stromaufwärts schiffbar und daher der wichtigere Verkehrsweg. Teilweise wird schon ab hier vom unteren Orinoco gesprochen, teilweise aber erst ab der Einmündung des Río Apure, mit dem die Reihe andiner Nebenflüsse endet. Der Orinoco ist bis hier zu einem lehmgelben Weißwasserfluss geworden.

### Orinoco Bajo
Der Beginn des unteren Orinoco wird markiert durch die noch (2015) im Bau befindliche Brücke Puente Mercosur zwischen Caicara und Cabruta. Der Strom hat hier eine Wasserführung von 22.250 m³/s.

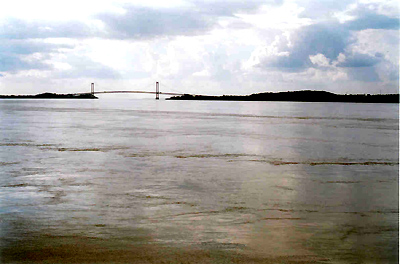
Brücke über den Orinoco bei Ciudad Bolívar (2004)

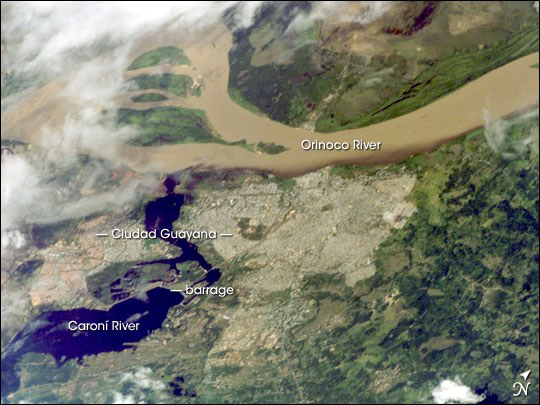
Mündung des Río Caroní

Im letzten Laufabschnitt erhält der Orinoco seine Nebenflüsse wieder vorwiegend von der rechten Seite, aus dem sehr regenreichen Bergland von Guayana. Im Einzugsgebiet des mit 4800 m³/s zweitgrößten Orinoco-Nebenflusses, des Río Caroní, liegt der höchste Wasserfall der Welt, der Salto Ángel, und der Río Caura, der andere große Nebenfluss am unteren Orinoco, bildet mit dem Salto Pará den mächtigsten Wasserfall Venezuelas. Die Flüsse aus dem Bergland von Guayana sind wieder überwiegend dunkel gefärbt (durch Tannine aus Pflanzenresten und Huminsäuren).
Die Siedlungsdichte ist in diesem Abschnitt wesentlich höher als oberhalb; hier liegen die beiden großen Städte Ciudad Bolívar (mit der ältesten Brücke über den Orinoco, der Puente de Angostura) und Ciudad Guayana an der Mündung des Caroní (mit der Puente Orinoquia). Bis Ciudad Bolívar mit seinen bedeutenden Erzverladeanlagen in Puerto Ordaz und Palua können Hochseeschiffe den Orinoco hinauffahren.

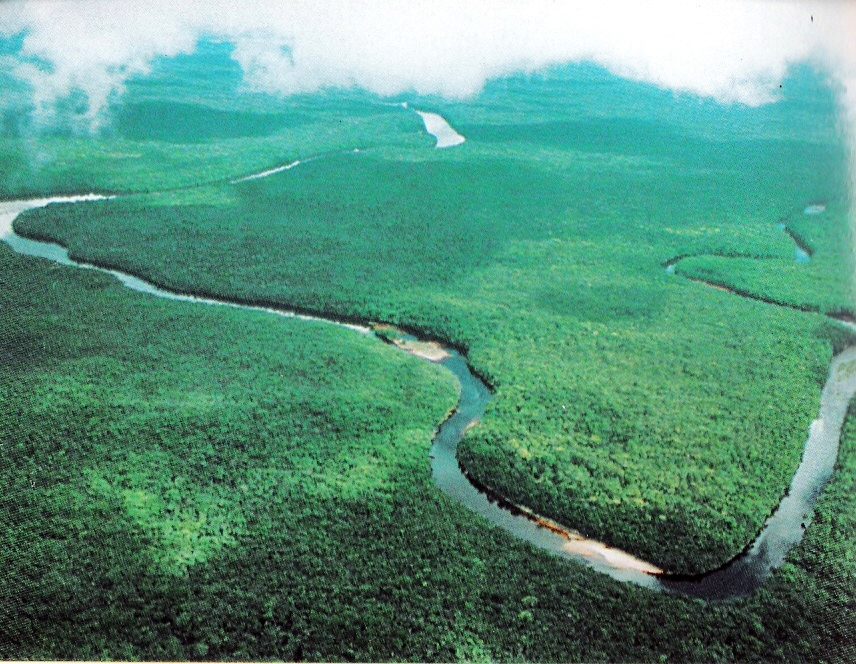
Mäander eines Mündungsarms im Orinoco-Delta

### Orinoco-Delta
Das Mündungsdelta ist eines der weltweit größten mit einer Fläche von rund 19.000 km² und einer Breite von 370 Kilometern. Der weitaus bedeutendste Mündungsarm, der Río Grande, fließt nach Osten; der westlichste Stromarm, der Río Mañano, wurde durch den Volcan-Damm größtenteils dem Caño Macareo, dem mittleren Hauptarm, zugeleitet. Weitere Eingriffe mit Risiken für die Lebensräume der sehr artenreichen amphibischen Deltalandschaft bringt die Erschließung der dortigen Erdölvorkommen mit sich. Das Delta wird vom Volk der Warao bewohnt.
Einem Begriff ihrer Sprache für Platz zum Paddeln (Bootsbereich) soll der Name Orinoco entlehnt worden sein.

## Naturräumliche Entwicklung des Flusssystems
Der Flusslauf des Orinoco konnte sich zur heutigen Form erst herausbilden, nachdem die Anden begonnen hatten, sich vor den nach Westen driftenden, sehr viel älteren kontinentalen Kernen (Kratonen) Südamerikas aufzufalten oder en bloc zu heben. Der Nordteil des Kratons, der Guayana-Schild, wölbt sich seit Beginn des Tertiärs gegenüber den heutigen Tiefländern des Amazonas und Orinoco auf. Ursprünglich trennte ihn noch ein Meeresarm, der das obere Amazonasbecken eine Zeitlang mit dem heutigen Karibischen Meer verband, von den jungen Andenketten mit ihren oft wenig verfestigten Gesteinen. Von dort her füllten die Flüsse mit ausgedehnten Schwemmfächern den Meeresarm auf und sammeln sich seither entlang der Linie, wo die Schwemmfächer gegen den sich hebenden Guayana-Schild stoßen. Diese um den Fuß der Aufwölbung herumführende Entwässerungslinie stellt den heutigen bogenförmigen Verlauf des Orinoco dar.
Der Guayana-Schild wird überlagert von ebenfalls sehr alten und widerstandsfähigen Sandsteinen, deren inselhafte Reste das Hügelland als markante Tafelberge überragen. Aus diesen Gesteinen können die Flüsse nur wenig Material abführen, weshalb sie, im Gegensatz zu den stark Sedimente führenden andinen Nebenflüssen, den Charakter von Klarwasserflüssen oder Schwarzwasserflüssen haben. Die Flussnetze im Bergland von Guayana spiegeln mit oft abrupten Richtungswechseln nicht selten Wege einstiger Entwässerungsrichtungen wider.
Ähnliches gilt auch für das Quellgebiet des Río Atabapó (Nebenfluss des Río Guaviare, die Tallinie des mittleren Orinoco nach oben fortsetzend), dessen einstiger Oberlauf an den Quellfluss Guainía des Río Negro verloren gegangen ist und dabei ein Trockental hinterlassen hat. Es ist unter der Bezeichnung Isthmos del Pimichin bekannt als alternative Verbindung zwischen Amazonas und Orinoco (früher Bootstransport, parallel verlaufende Schotterstraße).
Die jährlichen Niederschläge im Orinocogebiet nehmen von etwa 3600 mm im Süden bis etwa 1000 mm an der Deltawurzel ab, um dann auf der kurzen Distanz zur Küste wieder auf 2400 mm zuzunehmen. Im perhumiden Klima des südlichen Orinocobeckens dominieren tropische Regenwälder mit wenigen offenen Inseln, nach Norden hin erstrecken sich weite Grasländer der Feuchtsavannen.

## Erkundung des Orinoco
Im August 1498 bemerkte Christoph Kolumbus auf seiner Dritten Entdeckungsreise, dass sich in der Nähe Trinidads Frischwasserströme mit großer Kraft in das Meer ergossen. Er schloss daraus, dass der entsprechende Fluss einen großen Kontinent durchflossen haben müsste und sah sich daher darin bestärkt, sich an der Küste des großen asiatischen Kontinents zu befinden. Tatsächlich segelte er vor dem nördlichen Teil des Orinoco-Deltas.
Im 16. Jahrhundert erkundete Ambrosius Ehinger das Orinoco-Delta sowie die Orinoco-Zuflüsse in den östlichen Llanos in den heutigen Bundesstaaten Apure (Venezuela) und Meta (Kolumbien).
Die erste Landkarte, in der der Orinoco eingezeichnet war, stammt aus dem Jahr 1529 und geht auf Diego Ribeiro zurück.
1531 befuhr Diego de Ordás den Orinoco von der Atlantikmündung aufwärts bis zu den Stromschnellen Raudales de Atures unterhalb des heutigen Puerto Ayacucho.
Antonio de Berrío befuhr in den 1580er Jahren den Río Casanare im heutigen Kolumbien bis zur Mündung in den Río Meta. Von dort setzte er seine Fahrt über den Zusammenfluss von Meta und Orinoco fort bis zur Orinoco-Mündung und nach Coro.
In der zweiten Hälfte des 18. Jahrhunderts begann die Erkundung des mittleren Orinoco. So drang eine Expedition unter Führung von José Solano bis zum Rio Negro vor.
1800 unternahmen der deutsche Forscher Alexander von Humboldt und der französische Botaniker Aimé Bonpland eine Expedition von der Mündung des Río Apure bis ins obere Orinoco-Tal. Sie sammelten wichtige Daten über die Flora und Fauna des Flussgebietes. Die nach heutigen Daten berechtigte und schon seit jeher erwogene Anwartschaft des Río Guaviare auf den Rang des hydrologischen Hauptflusses stellte Humboldt dabei als Ausdruck „geographischer Unkunde“ lange nachwirkend in Abrede. Dennoch war Humboldt derjenige, der als Erster die Existenz der Flussbifurkation Brazo Casiquiare belegte und die hydrologischen Eigentümlichkeiten des Orinoco verständlich erklären konnte.
Die Quelle des Orinoco wurde erst im November 1951 von venezolanischen und französischen Forschern festgestellt.

## Rezeption
- 1719: In Daniel Defoes Roman Robinson Crusoe strandet der Titelheld an einer abgelegenen Insel im Mündungsgebiet des Orinoco.
- 1898: Der national gefärbte, bis heute nicht ganz beigelegte Disput um den Hauptquellast des Orinoco wird bereits von Jules Verne in seinem Roman Der stolze Orinoco thematisiert.[12]
- 1926: Der Experimentalroman Moloch. Das Leben des Moravagine von Blaise Cendrars siedelt die Handlung des Kapitels Die Blauen Indianer im Mündungsgebiet des Orinoco an.
- 1988: Die Weite des Flusses reflektiert das Lied Orinoco Flow von Enya, welches in einigen Charts bis auf Platz 1 kam.

## Filme
- Orinoko – Der Fluss der Abenteuer, Arte-Dokumentation, 2010.